# Olga Pawlowna Pleschkowa
Olga Pawlowna Pleschkowa (russisch Ольга Павловна Плешкова, wiss. Transliteration Ol'ga Pavlovna Pleškova; * 9. Mai 1956 in Kirow) ist eine ehemalige sowjetische Eisschnellläuferin.

## Werdegang
Pleschkowa, die für den Spartak Jaroslawl startete, wurde in den Jahren 1984 sowie 1985 sowjetische Meisterin im Kleinen Vierkampf und kam zudem bei sowjetischen Mehrkampf-Meisterschaften dreimal auf den zweiten Platz. International trat sie erstmals in der Saison 1977/78 in Erscheinung und errang in der folgenden Saison beim Dynamo Cup in Berlin den dritten Platz im Mini-Mehrkampf. Bei ihrer ersten Teilnahme an Olympischen Winterspielen im Februar 1980 in Lake Placid kam sie auf den neunten Platz über 3000 m. In den folgenden Jahren belegte sie bei der Mehrkampfeuropameisterschaft 1981 in Heerenveen den neunten Platz, bei der Mehrkampfweltmeisterschaft 1981 in  Québec den sechsten Rang und bei der Mehrkampfweltmeisterschaft 1982 in Inzell den 23. Platz im Mini-Mehrkampf. Zudem gewann sie im Januar 1983 einen internationalen Wettbewerb in Davos über 3000 m. In der Saison 1983/84 erreichte sie bei der Mehrkampfweltmeisterschaft 1984 in Deventer den sechsten Platz und holte bei der Mehrkampfeuropameisterschaft 1984 in Almaty die Bronzemedaille im Kleinen Vierkampf. Beim Saisonhöhepunkt, den Olympischen Winterspielen 1984 in Sarajevo, wurde sie Vierte über 3000 m. Nach Platz drei im Mehrkampf bei der 4-Bahnen-Tournee in Inzell zu Beginn der Saison 1984/85, errang sie bei der Mehrkampfeuropameisterschaft 1985 in Groningen sowie bei der Mehrkampfweltmeisterschaft 1985 in Sarajevo jeweils den fünften Platz im Kleinen Vierkampf. In der folgenden Saison kam sie in Inzell bei ihrer einzigen Teilnahme am Eisschnelllauf-Weltcup auf den 18. Platz über 500 m sowie auf den dritten Platz über 1500 m und bei ihrer letzten Teilnahme an einer Europameisterschaft, der Mehrkampfeuropameisterschaft 1986 in Geithus erneut auf den fünften Platz im Kleinen Vierkampf.

## Erfolge

### Olympische Spiele
- 1980 Lake Placid: 9. Platz 3000 m
- 1984 Sarajevo: 4. Platz 3000 m

### Mehrkampf-Weltmeisterschaften
- 1981 Quebec: 6. Platz Mini-Mehrkampf
- 1982 Inzell: 23. Platz Mini-Mehrkampf
- 1984 Deventer: 6. Platz Kleiner Vierkampf
- 1985 Sarajevo: 5. Platz Kleiner Vierkampf

### Mehrkampf-Europameisterschaften
- 1981 Heerenveen: 9. Platz Mini-Mehrkampf
- 1984 Almaty: 3. Platz Kleiner Vierkampf
- 1985 Groningen: 5. Platz Kleiner Vierkampf
- 1986 Geithus: 5. Platz Kleiner Vierkampf

## Persönliche Bestleistungen
| Disziplin | Zeit        | Datum             | Ort    |
| --------- | ----------- | ----------------- | ------ |
| 500 m     | 42,60 s     | 26. Dezember 1980 | Almaty |
| 1000 m    | 1:22,39 min | 22. März 1985     | Almaty |
| 1500 m    | 2:06,71 min | 22. März 1985     | Almaty |
| 3000 m    | 4:25,54 min | 26. Dezember 1980 | Almaty |
| 5000 m    | 7:37,99 min | 23. März 1984     | Almaty |